# 藤崎森林公園
藤崎森林公園（ふじさきしんりんこうえん）は、千葉県習志野市藤崎にある都市公園。

## 概要
木立に囲まれた池があり、5月には花菖蒲が咲き、紫陽花園がある。
公園内に旧大沢家住宅が開設されているほか、園内には木曽森林鉄道の車両が展示されている。

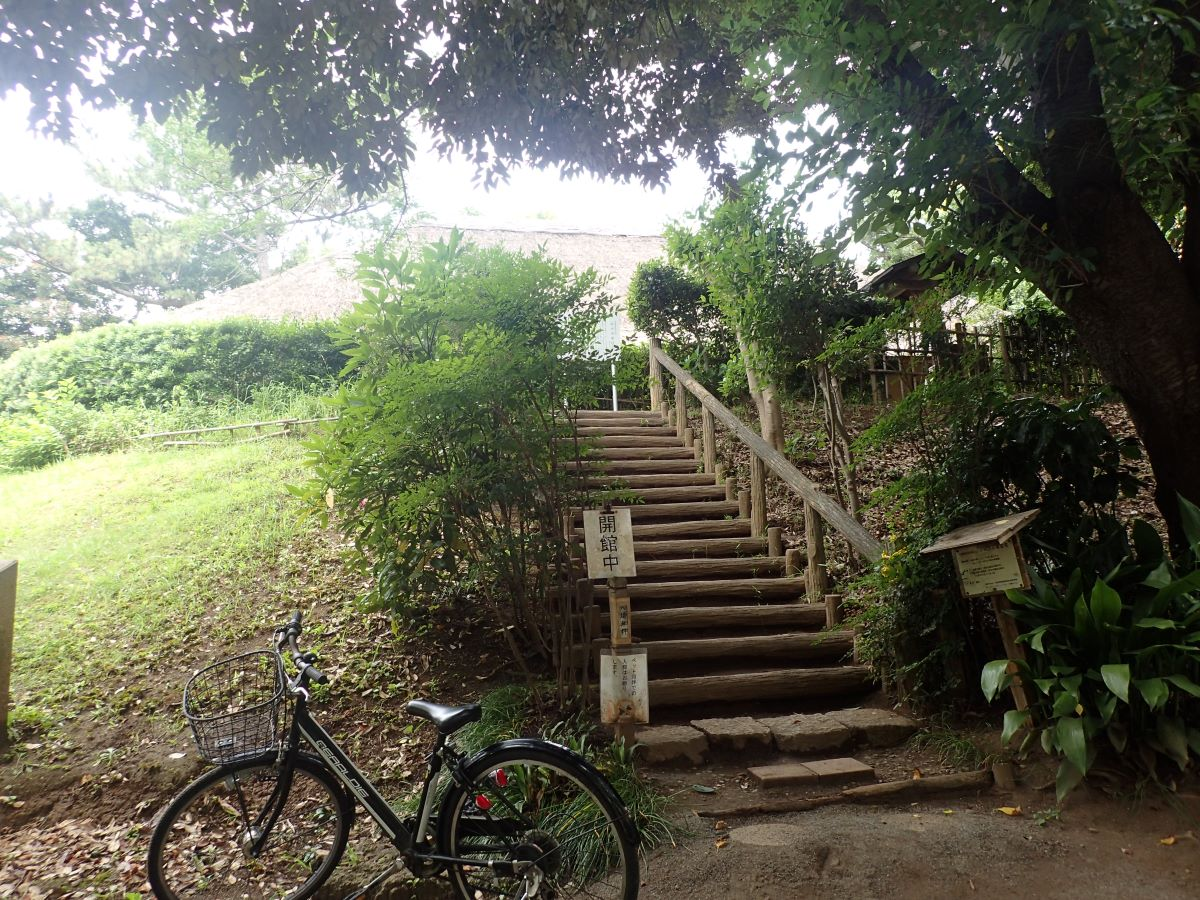
旧大沢家住宅の入口
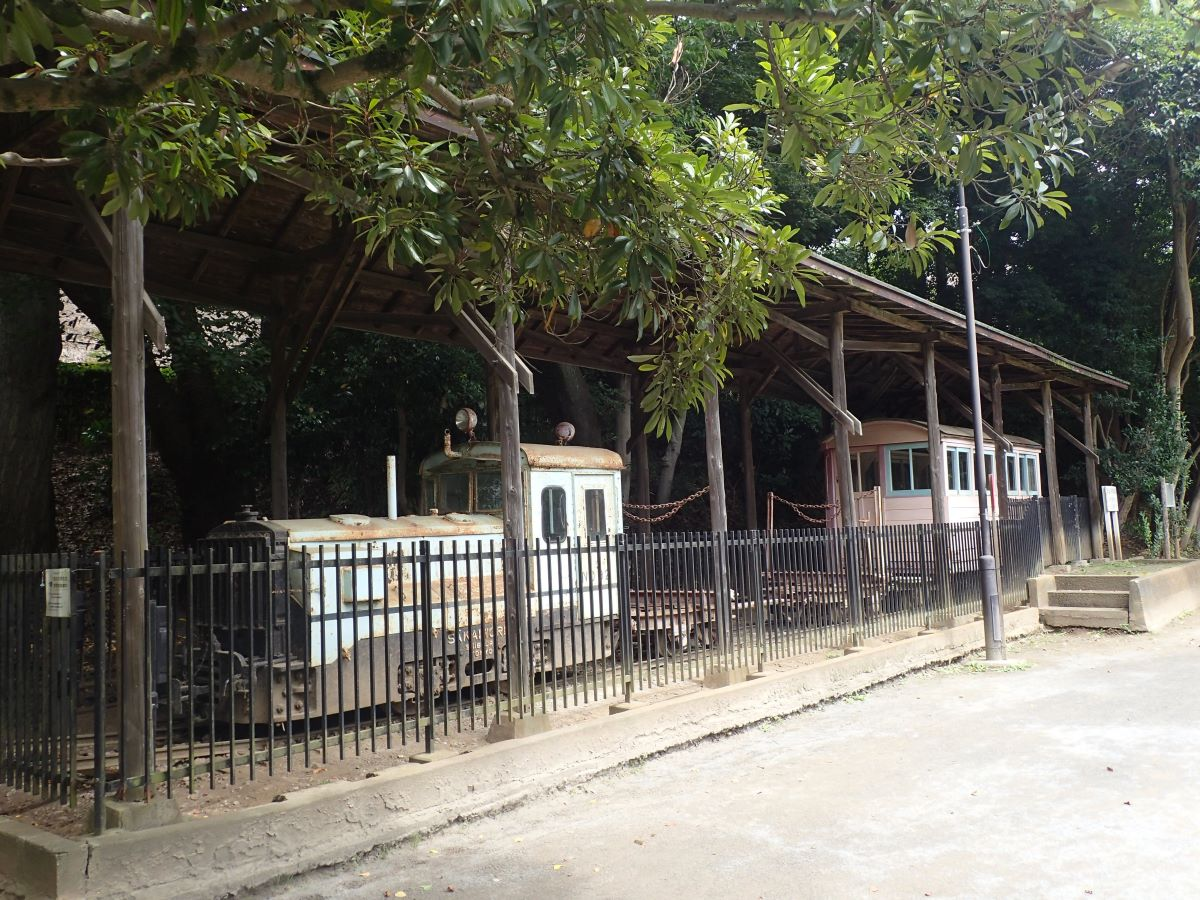
木曽森林鉄道の保存車両

## 近隣の史跡など
- 御成街道（おなりかいどう）
- 藤崎堀込貝塚（ふじさきほりごめかいづか）

## アクセス
JR津田沼駅から東へ約1.6kmのところにあって、徒歩約20分。JR津田沼駅北口から京成バス「津01」「津02」「津03」「津21」「津22」「津31」系統で「藤崎森林公園入口」下車徒歩8分など。